# ترنس نیلسون
ترنس نیلسون (انگلیسی: Terence Neilson؛ زادهٔ ۲ نوامبر ۱۹۵۸) قایقران قایق بادبانی اهل کانادا است.